# Apple IIC
L'Apple IIc, fou el quart model de la sèrie Apple II d'ordinadors personals, sent el primer esforç d'Apple Inc per produir un ordinador portàtil. El resultat va ser una versió portàtil 75 lb (3.4kg) de l'Apple II que podia ser transportat d'un lloc a un altre. La "c" en el nom volia dir compacte, referint-se al fet que era essencialment una configuració completa d'Apple II (exceptuant la pantalla i la font d'alimentació) dins d'una petita caixa que el feia molt portàtil, per aquella època.
Duia incorporats, al costat, la unitat de disquet de 5"1/4 i al darrere, els nous ports d'expansió perifèrica integrats a la placa mare, no tenia ranures d'expansió internes ni cap accés directe a la placa base com els Apple II anteriors, fent-lo un sistema tancat com el Macintosh. Tanmateix, aquesta era l'orientació prevista per aquest model - una màquina similar a un electrodomèstic-, a punt per al seu ús en traure'l de la caixa, que no requeria ni coneixements tècnics ni experiència per a connectar-lo i, per tant, molt atractiu per als usuaris novells.

## Història
L'Apple IIc va ser llançat al públic el 24 d'abril de 1984, durant un esdeveniment realitzat per Apple anomenat Apple II for ever. Amb aquest lema, Apple va proclamar la nova màquina amb gran pompa, com una prova del compromís a llarg termini de l'empresa amb la sèrie de l'Apple II i els seus usuaris, malgrat la recent introducció del Macintosh. El IIc era també podia ser vist com la resposta de l'empresa al nou PCjr d'IBM, de fet, Apple esperava vendre'n 400,000 abans de finals de 1984. Essencialment, era un Apple IIe dins d'una caixa més petita, no n'era un successor, sinó més aviat una versió portàtil per a complementar-lo. Els Apple IIe serien venuts d'un costat als usuaris que requerien la capacitat de les ranures d'expansió, i d'un altre a aquells que volien la simplicitat d'una màquina "plug and play" amb la portabilitat al cap.

## Característiques

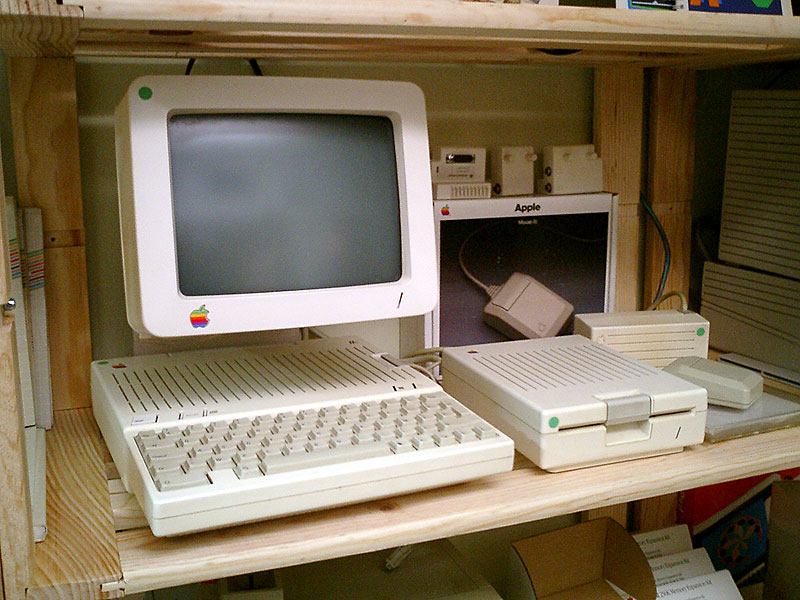
Apple IIc incloent monitor, floppy extern i ratolí

Tècnicament l'Apple IIc era un Apple IIe dins una caixa més petita, més portàtil i més fàcil d'utilitzar, però menys ampliable. El IIc utilitzava el microprocessador CMOS 65C02 que va afegir 27 noves instruccions al processador 6502, però que era incompatible amb alguns programes, ja que no-suportava els "il·legal opcodes" del 6502. Apple va declarar que l'Apple IIc era compatible amb un 90-95% dels 10,000 paquets de programari disponibles per la sèrie de l'Apple II.
El microprogramari de ROM nou va permetre Applesoft BASIC reconèixer els caràcters en minúscules, funcionava amb una pantalla de 80 columnes, i va corregir diversos bugs de la ROM del IIe. En termes de vídeo, la pantalla de text va afegir 32 caràcter nous i únics, amb els símbols anomenats "MouseText" que, permetien mostrar icones senzilles, finestres i rectangles per poder realitzar una Interfície gràfica d'usuari completament orientada a caràcters, concepte similar doncs a la pàgina de codi 437 d'IBM o als caràcters PETSCII de Commodore. Un any més tard, l'Apple IIe es beneficiaria d'aquestes millores en forma d'un paquet de quatre-xips per posar al dia del seu FW.

## Especificacions tècniques

### Microprocessador
- 65C02 funcionant a 1.023 MHz
- Bus de dades de 8-bits

### Memòria
- 128 KB de RAM (integrada)
- 32 KB ROM (integrada)
- Ampliable de 128 KB a 1,125 MB de RAM per mètodes no estàndards

- 40 i 80 columnes de text, amb 24 línies ¹
- Baixa resolució: 40 × 48 (16 colors)
- Alta Resolució: 280 x 192 (6 colors) *
- Doble-Baixa-Resolució: 80 × 48 (16 colors)
- Doble alta resolució: 560 x 192 (16 colors) *

- Resolució de 140 x 192 en colors efectius, per raó de les restriccions de col·locació dels píxels

¹ El text podia ser barrejat amb modes gràfics, en substitució de qualsevol de les 8 o 32 línies de fons, depenent del mode de vídeo

### Àudio
- Altaveu incorporat, DAC d'1-bit
- Volum ajustable (botó manual)

### Emmagatzemament integrat
- Unitat de disquet Intern de 5.25"
- 140 KB, (per cada cara girant-lo manualment)
- Expulsió-inserció manual

### Xip controlador especialitzat
- IWM (Integrated Wozniak Machine) per a les unitats de disquet
- Xip Dual ACIA 6551 per a dos ports E/S sèrie

### Connectors externs
- Joystick / ratolí (DE-9)
- Impressora, sèrie-1 (DIN-5)
- Mòdem, sèrie-2 (DIN-5)
- Port de Vídeo expansió (D-15)
- Unitat de disquet SmartPort (D-19)
- Connector d'entrada 12-Volt DC (DIN-7)
- Sortida de vídeo compost NTSC (connector RCA)
- Audio-out (sortida d'àudio, jack mono de 3mm - ⅛")

| UCP             | WDC 65C02 a 1 MHz |
| RAM             | 128 KB (base) - 1 megaoctet (màxim- però no estàndard)                                                                             |
| ROM             | 32 KB |
| Teclat          | 62 tecles amb tecles de cursor |
| Gràfics         | text: 40x24 o 80x24 línies, gràfics: 40x48 (16 colors)/80x48 (16 colors)/280x192 (6 colors)/140x192 (16 colors)/560x192 (monocrom) |
| So              | Audio-out (⅛" mono jack) + canal (altaveu integrat)                                                                                |
| Connectors      | Video Display, joystick/ratolí, monitor RGB, unitat de disc, 2 ports RS232C.                                                       |
| Emmagatzemament | 1 disc de 5.25" - 140 KB |

## Cicle de vida de l'Apple II
Línia de temps dels models de la família Apple II

## Accessoris

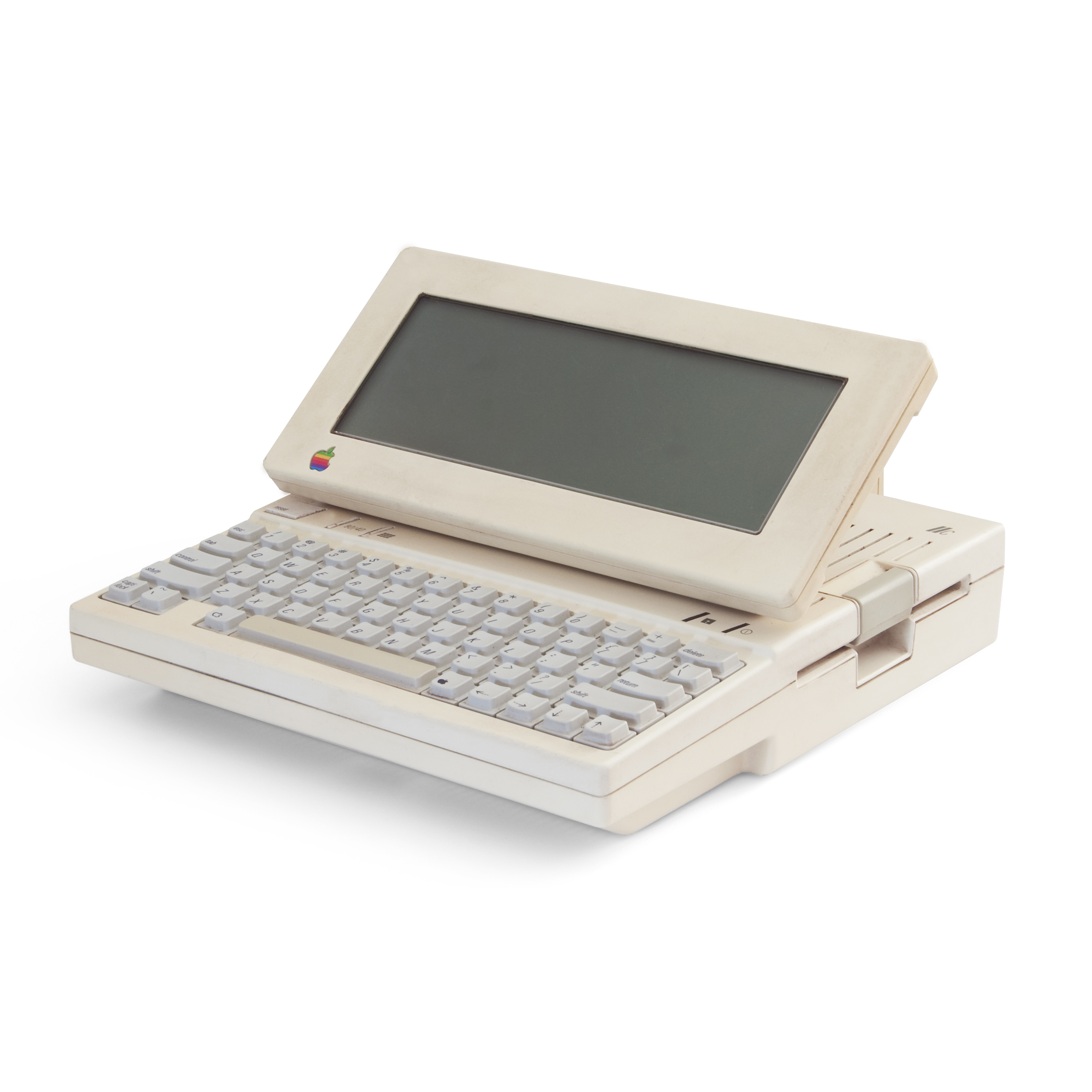
Un Apple IIc amb la Pantalla Plana LCD

En el moment del llançament d'Apple IIc, Apple va anunciar una pantalla LCD opcional en blanc i negre (d'un bit) dissenyada específicament per a l'Apple IIc anomenada pantalla LCD plana d'Apple. Tot i que va ser rebuda com un complement que feia el IIc més portàtil, era molt cara,.anava connectada amb un cable i no estava integrada, apart de que tenia molt poc contrast (sense backlight).